# Clovia pseudoscutellata
Clovia pseudoscutellata är en insektsart som beskrevs av Victor Lallemand 1942. Clovia pseudoscutellata ingår i släktet Clovia och familjen spottstritar. Inga underarter finns listade i Catalogue of Life.